# 광주역사민속박물관
광주광역시립민속박물관은 생활문화의 변화로 사라져가는 민속자료의 수집, 민속문화 원형의 발굴과 보존, 민속문화의 전승을 위한 전시장의 필요성 등이 증대됨에 따라 광주광역시가 설립한 공립박물관이다. 광주광역시 북구 서하로 48-25, 비엔날레 2길 213(용봉동 1004-4)에 위치하고 있다.

## 연혁

### 광주시립박물관
- 1963년 5월 광주공원에 도립광주박물관 개관
- 1964년 4월 광주시립박물관으로 개칭
- 1978년 10월 매장문화재업무가 국립광주박물관에 이관. 보관하던 유물 103,158점을 국립광주박물관에 인계
- 1984년 10월 민속박물관 설립작업으로 폐관(수집자료 수장고로 활용)

### 광주시립민속박물관
- 1987년 8월 광주직할시립민속박물관 개관(물질문화전시실(1층) 우선 개관)
- 1988년 5월 1일 정신문화전시실(2층)까지 완전 개관. 총 공사비 60억원을 중앙정부 지원 없이 광주직할시만의 재정으로 충당
- 1995년 10월 1일 광주광역시립민속박물관으로 개칭
- 1998년 6월 충요동 요지 관리 시작
- 1998년 7월 월계동 장고분 관리 시작
- 1998년 12월 28일 무등산 분청사기 전시실 개관

## 실내전시

### 1층
의식주와 생업, 민속공예에 대한 주제로 전시된다. 의식주에서는 광주·전남 지방은 온화한 기후와 풍부한 자원의 혜택을 받은 곳이며, 배산임수의 지형에 자리한 마을의 살림집은 'ㅡ'자형에 온돌과 마루로 구성되어 있다. 풍부한 재료와 섬세한 손기술로 음식문화가 발달하였고, 무명과 삼베의 생산성이 높여 의생활 또한 다채롭게 발달하였다. 생업에서는 광주, 전남 지방은 넓고 기름진 평야와 따뜻한 기후로 농업이 발달하였다.

### 2층
기증자료와 세시풍속, 사회문화, 광주 100년을 주제로 전시된다. 《정지장군 갑옷》(보물 제336호), 《김봉선 대례복》(광주광역시 문화재자료 제16호)가 전시되어 있다.

### 기증자료
박물관에 귀중한 자료를 기중한 분들의 정신을 확신시키기 위해 마련한 코너이다. 기증자는 광주·전남 뿐만 아니라 타 지역의 인사도 상당수이며, 기증품은 고문서.고서 등 고가의 유물에서 일상 생활용품에 이르기까지 다양하다. 기증된 유물은 교육 및 전시자료 등으로 다양하게 활용된다.

## 야외전시
야외전시장은 100여점의 민속자료와 모정, 당산숲, 물레방앗간, 연자방앗간 등 민속 시설물이 조성되어 있으며, 이외에 광주시문화재인 십신사지석불과 석비, 태봉산의 태실, 입석, 장승, 조탑 등 민간신앙 대상물, 동자석, 문인석 등 묘지부속물, 맷돌, 획돌 등 각종 석물들이 전시되어 있다.

## 주요 행사
- 박물관 대학: 3~5월(총 12주) 매주 금요일에 일반 시민 100명 내외로 실시한다.
- 행복한 토요문화교실: 3~5, 9~11월 두.네번째 토요일 부모를 동반한 초등학생 20팀 내외로 실시한다.
- 여름방학, 가족과 함께하는 역사문화산책: 7~8월에 부모를 동반한 초등학생 50팀 내외로 실시한다.
- 성인공예교실: 10~11월 매주 목요일에 일반시민 20명 내외로 실시한다.
- 세시.문화행사: 1~2월에 입춘.설맞이.빛고을 정월대보름 한마당 행사, 5월에 어린이날 새싹잔치, 아름다운 전라도말 자랑대회, 5~6월에 단오 행사, 9~10월에 추석맞이 행사를 한다.

## 조직

### 관장
- 관리실
  - 분청사기전시실-광주 충효동 요지에 위치하고 있다.
  - 월계동장고분
- 학예연구실
  - 조사연구팀
  - 전시교육팀

## 이용 안내

### 관람시간
- 연중 09:00 ~ 18:00
- 휴관일: 매주 월요일, 1월 1일, 국경일 다음날

### 관람료
2015년 1월 1일 이후 무료화되었다.

## 편의시설
- 기념품 판매소
- 민속식당 (예향민속촌)
- 주차장: 소형차 20대 주차 가능

## 같이 보기
- 국립광주박물관
- 광주광역시립미술관
- 광주김치타운
- 국립민속박물관
- 남도향토음식박물관
- 월계동 장고분
- 대한민국의 박물관과 미술관 목록
- 광주 충효동 요지

## 교통 안내
- 시내버스: 용봉동 쌍용아파트.시립민속박물관 정류장에서 송정 29, 문흥 48, 상무 63, 광주비언날레전시관 정류장에서 상무 64, 용봉 83, 광주문화예술회관 정류장에서 봉선 27, 문흥 48, 운림 51, 송암 72, 용전 84, 용전 85, 첨단 95, 첨단 192에서 하차한다.
- 택시: 광천금호터미널(유스퀘어), 광주역에서 15분 소요, 광주공항과 광주송정역에서 30분 소요된다.
- KTX: 광주역 정류장에서 문흥 48, 광주송정역에서 송정 29를 탄다.

## 갤러리

달항아리
전라도 고지도
씨오쟁이
부채
상여
한복
한복
한복의 일부분
뜰망배
뜰망배
통발
소반
민화
민화
민화